# Schefflera le-rati
Schefflera le-rati är en araliaväxtart som beskrevs av René Viguier. Schefflera le-rati ingår i släktet Schefflera och familjen araliaväxter.
Artens utbredningsområde är Nya Kaledonien. Inga underarter finns listade.